# Bindal
65°5′11″N 12°22′12″Ø / 65.08639°N 12.37000°Ø
Bindal er en kommune i landskabet Helgeland i Nordland fylke i Norge. Kommunen ligger sydligst i fylket og grænser til Nord-Trøndelag. Den grænser i nord til Sømna og Brønnøy, i øst til Grane, i øst og sydøst til Namsskogan, i syd til Høylandet og Nærøy, og i vest til Leka.
Oprindelig tilhørte Bindal Namdalen og Trøndelag (og dialekten i Bindal regnes fortsat som trøndermål). I 1658 blev Trondheim len afstået til Sverige – og man ændrede da (skjult for svenskerne) lensgrænsen sådan at ialtfald den nordlige del af Bindal kunne reddes for Danmark-Norge. Selv om Trondheims len blev givet tilbage til Danmark-Norge allerede i 1660, så blev den nye lensgrænse (fra 1661 amtsgrænsen) stående.
Ved oprettelsen af kommunerne den 1.1.1838 måtte Bindal prestegjeld deles i to kommuner (Nordre Bindal og Søndre Bindal), siden de to dele lå i hvert sit amt (fylke). Dette var imidlertid en dårlig løsning, og i 1858 blev amtsgrænsen flyttet sydover sådan at hele Bindal prestegjeld blev liggende i Nordland amt. De to kommuner blev derefter slået sammen til én.
Senere grænseændringer: Den indre del af Tosenfjorden blev overført fra Bindal til Brønnøy den 1.1.1964.

## Geografi
Kommunen strækker sig fra kysten og et godt stykke indover i fjeldområderne mod Majavatn.
Det største fjeld i kommunen er Kvanlitind på 1.058 meter. Eidevatnet ligger både i Bindal og i Brønnøy. Blindkjølen naturreservat og Eidsvatnet naturreservat ligger i Bindal. Et andet vand er Fjellvatnet i Bindal.

## Erhvervsliv
Vigtige erhverv er jord- og skovbrug. Den største virksomhed i kommunen er dørproducenten Bindalsbruket, som er en af de største dørproducenter i Norge med ca. 130 ansatte. Bindal har lange bådbyggertraditioner og der bygges fortsat Nordlandsbåde i kommunen.
Bindal Gruver AS, som er 100 procent ejet af det svenske Gexco AB, gennemførte prøveboringer efter guld i Bogdalen i 2005-2006. Det er anslået at der er 15 ton guld i fjeldet. Et gennemsnit på 3-5 g guld per ton sten regnes som tilstrækkelig for regulær drift.

## Andet
Der arrangeres hvert år regatta for Nordlandsbåde i kommunen. Regattaen arrangeres i kommunecenteret Terråk i sidste weekend i juni.

## Kendte bindalinger
- Polarforskeren Otto Sverdrup er født på Horstad Gård i Bindal.